# WYSIWYM
WYSIWYM е акроним на What You See Is What You Mean (каквото виждате, това сте имали предвид) и представлява парадигма създадена за редактора LyX. Терминът означава, че се набляга на правилното изобразяване на съдържанието, което ще бъде предадено вместо да се изобразява самото оформление.
Употребява се също и при редактори на XML код, които не изобразяват оформлението на данните.